# Municipio de Forbes (Dakota del Sur)
El municipio de Forbes (en inglés, Forbes Township) es un municipio del condado de Charles Mix, Dakota del Sur, Estados Unidos. Tiene una población estimada, a mediados de 2022, de 65 habitantes.
Abarca una zona exclusivamente rural.

## Geografía
Está ubicado en las coordenadas 43°27′49″N 98°53′5″O / 43.46361, -98.88472. Según la Oficina del Censo de los Estados Unidos, tiene una superficie de 76.28 km², correspondientes en su totalidad a tierra firme.

## Demografía
Según el censo de 2020, en ese momento había 63 personas residiendo en la zona. La densidad de población era de 0.83 hab./km². La totalidad de los habitantes eran blancos. No había hispanos o latinos viviendo en la región.